# Hylaeus annulatus
Hylaeus annulatus is een vliesvleugelig insect uit de familie Colletidae. De wetenschappelijke naam werd gepubliceerd in 1758 door Carl Linnaeus in de tiende editie van Systema naturae.